# 莫利纳
莫利纳，是西班牙安达卢西亚自治区马拉加省的一个市镇。 总面积75平方公里，总人口3485人（2001年），人口密度46人/平方公里。